# Luboš Jíra (1968)
Luboš Jíra (* 30. srpna 1968) je bývalý československý sáňkař. V závodech dvojic startoval s Petrem Urbanem. Jeho syn Luboš Jíra reprezentoval Česko na ZOH v roce 2010. Po skončení aktivní kariéry působil jako trenér.

## Sportovní kariéra
Na XV. ZOH v Calgary 1988 skončil v závodě jednotlivců na 21. místě a v závodě dvojic na 13. místě. V roce 1984 se stal mistrem republiky.